# 瓦西里·乌尔里希
瓦西里·瓦西里耶维奇·乌尔里希（俄语：Василий Васильевич Ульрих，1889年7月13日—1951年5月7日），苏联法官。曾在大清洗参与对几场重要的摆样子公审的审判。

## 生平
乌尔里希是波罗的海德意志人，出生在里加。
1926年，乌尔里希成为苏联最高法院军事审判庭审判长，后来参与判处格里戈里·季诺维也夫、列夫·加米涅夫、尼古拉·布哈林、米哈伊尔·图哈切夫斯基、康斯坦丁·罗扎耶夫斯基、尼古拉·叶若夫等著名人物。他出席了这些人物的死刑执行，有时候还亲自动手执行。格鲁乌首领扬·别尔津就是被他亲自动手处决的。
在苏德战争期间，乌尔里希以“从事破坏活动”、“宣扬失败主义”等理由，判处大量人士死刑。1945年对波兰地下国、波兰家乡军成员的十六人公審，他担任首席法官。
1948年，包括乌尔里希在内的一大批高级法官受到腐败等不利因素的牵连，被罢免司法职务。乌尔里希被下放到红军军事法学院当教师。1951年5月7日因心肌梗塞死去，葬于新圣女公墓。